# Talanites strandi
Talanites strandi är en spindelart som beskrevs av Sergei Aleksandrovich Spassky 1940. Talanites strandi ingår i släktet Talanites och familjen plattbuksspindlar. Inga underarter finns listade i Catalogue of Life.